# Риботицька Оксана Романівна
Оксана Романівна Риботицька (нар. 21 листопада 1946, Львів) — українська майстриня декоративно-прикладного мистецтва. Член Національної спілки художників України (1984). Лавреат Львівської обласної премії імені Зеновія Флінти (2019). Дружина Володимира Риботицького.

## Життєпис
Оксана Риботицька народилася 21 листопада 1946 року у Львові.
За порадою Івана Марчука відвідувала вечірній відділ Львівського державного інституту прикладного та декоративного мистецтва, згодом — підготовчий, а після складання іспитів почала навчатися на факультеті художнього ткацтва (1970, учителі з фаху Роман Сельський, Карло Звіринський, Ласло Пушкаш, Михайло Лозинський, Наталія Паук). Працювала викладачем Львівської дитячої художньої школи імені Олекси Новаківського (1970—1972, 1983—1985, 2010—2014), старшим науковим працівником Львівського музею українського мистецтва (1972—1976), викладачем Львівського училища декоративного та ужиткового мистецтва імені Івана Труша (1985—1999).
У 1999—2009 роках проживала в США.

## Творчість
Від 1972 — учасниця обласних, всеукраїнських та міжнародних виставок у Латвії, Бельгії, Молдові, Польщі, США; персональні у Львові (1993, 2019; 2022, спільна з чоловіком Володимиром), Філадельфії (2006, США).
У 1984—1992 роках була головою секції художнього текстилю Львівської спілки художників та членом комісії декоративної секції Національної спілки художників України. Учасниця групи «Коло» (2016).
Серед робіт:
- гобелени — «Святкове місто», «Бабине літо» (обидва — 1977), «Сад молодості» (1978), «Карпати цвітуть», «Ниви» (обидва — 1979), «Зимовий натюрморт» (1980), «Перевесло», «Весняний спів» (обидва — 1982), «Тепло землі» (1986), «А ніч яка місячна», «Засіяна земля» (обидва — 1987), «Коломийки» (1989), «Мелодія лісу», диптих «Присутність», «Очікування» (усі — 1990), «Відродження» (1991), «Недоспівана пісня», «На Спаса», «Вічний мотив» (усі — 1992), «Земля», «Вода» (обидва — 1993), «Небо» (1994), «Білий корал» (1996), «У вирій» (1999), «Плинність часу» (2004), «Сліпий дощ» (2005), «Зародження орнаменту», «Соняшники» (обидва — 2006), «Квіти сонця» (2007), «Життя одної грушки» (2011), «Вічний мотив-2» (2012), «Серпанок» (2015), «Засіяна земля», «Львів» (обидва — 2017)[1];
- мінітекстиль — «Природа та художник», «Запрошення на весілля в Карпатах», «Інга і море» (усі — 1984), «Мій сад у місячну ніч» (1998), «Весна» (2005), «Львівські мотиви» (2007), «Мій квітник» (2011), «Діалог з історією» (2013), «Земля», «Суєта» (обидва — 2015), «Грушевий блюз», «Фазенда» (обидва — 2017), «Загадки кам’яної могили», «Цивілізація» (обидва — 2018), триптих «Боротьба» (2023).

## Нагороди
- Львівська обласна премія імені Зеновія Флінти (2019) — за вироби в галузі художнього текстилю[6];
- срібна медаль Міжнародної виставки міні- та мікротекстилю (2024, м. Івано-Франківськ);
- лавреатка 3-ї (2010), 4-ї (2013) та 5-ї (2016) Всеукраїнських трієнале художнього текстилю (м. Київ);
- дипломи 1-го ступенів Всеукраїнського артпроєкту «Коло» (2016, 2021, м. Полтава).

## Вшанування
25 квітня 2024 року у Львові презентували документальний фільм «Володимир та Оксана Риботицькі. Синергія творчості» (режисер С. Литвинов).